# Paroeme laticornis
Paroeme laticornis là một loài bọ cánh cứng trong họ Cerambycidae.